# 郭延红
郭延红（1967年1月—），女，汉族，山东文登人，中华人民共和国政治人物。清华大学建筑与土木工程专业硕士。曾任北京城建集团总经理、房山区区长、中共北京市怀柔区委书记，现任北京市政协党组成员、副主席。中共十九大代表。